# Ruta 41 en Míchigan (Estados Unidos)
La Carretera 41 de los Estados Unidos (US 41 en inglés) es una parte de la red de carreteras federales de los Estados Unidos que corre desde Miami, Florida a la Península Superior en el estado de Míchigan. En Míchigan, es una carretera estatal de línea interurbana que entra a través del puente de la interestatal que se ubica entre Marinette, Wisconsin y Menominee, Míchigan. Las 278 769 millas (448,635 km) de la 41 de Míchigan sirven como conducto principal. La mayor parte de la carretera forma parte del sistema nacional. Las varias secciones que tiene son: carreteras rurales de dos carriles, autopista urbana dividida de cuatro carriles y el lugar escénico Nacional Copper Country Trail. La comunidad más septentrional a lo largo de la carretera es Copper Harbor en la punta de la península de Keweenaw. La línea troncal termina en un callejón sin salida al este del parque estatal de Fort Wilkins, después de pasar por las regiones de la Península Superior Central y Copper Country de Míchigan.
La ruta número 41 pasa a través de campos de cultivo y tierras forestales, a lo largo de la costa del Lago Superior. La autopista está incluida en el Circle Tour  del Lago Superior y del Lago Míchigan; y pasa por el Bosque Nacional Hiawatha y el Parque Histórico Nacional de Keweenaw. Algunos lugares históricos a lo largo de la línea principal incluyen la prisión Marquette Branch, el puente del río Peshekee y la mina Quincy. La autopista es conocida por varios puentes históricos como el puente de elevación vertical, el tramo más septentrional del estado y una estructura conocida como "uno de los puentes vehiculares más importantes de Michigan" por el Departamento de Transporte de Míchigan (MDOT). Siete designaciones se le han dado de manera conmemorativa a las partes de la línea troncal desde 1917, una de ellas fue dada por un general de la Guerra Civil.
La ruta número 41 fue designada por primera vez como una carretera estadounidense en 1926. Una sección de la carretera sirvió originalmente como parte de la camino militar que conectó la fortaleza Wilkins y la fortaleza Howard durante la Guerra Civil. Los reajustes y los proyectos de construcción han ampliado la carretera a cuatro carriles en los condados de Delta y de Marquette y han creado tres rutas comerciales con la carretera principal.

## Descripción

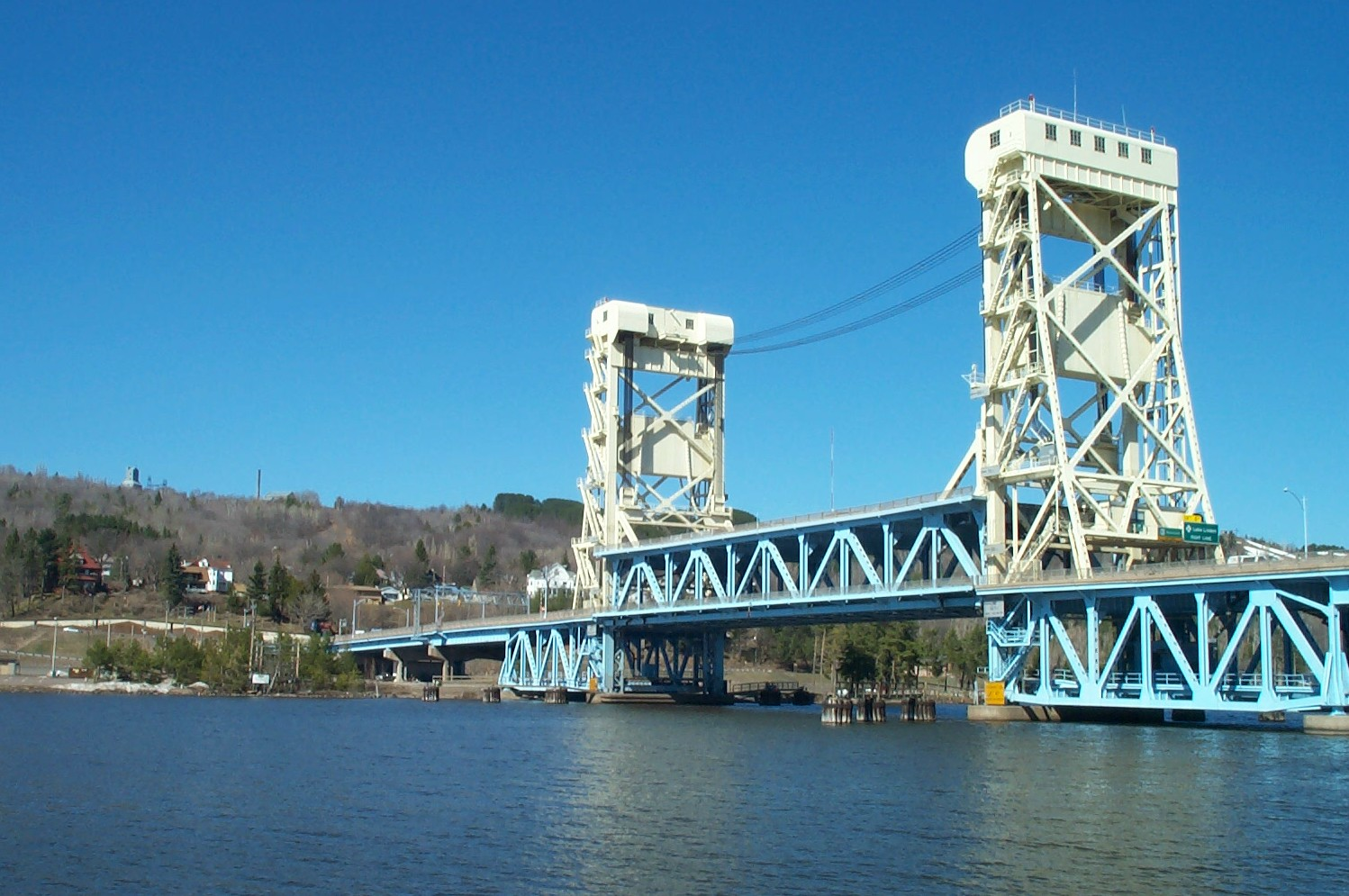
El puente de elevación vertical del lago Portage lleva a la 41 y M-26 de E. U. A. a través del canal de Keweenaw de Houghton a Hancock

La 41 es una carretera importante para el tráfico de Míchigan en la península superior. La carretera de 278 769 millas (448 635 km) comprende principalmente dos carriles; es indivisible a excepción de las secciones que concurren con la ruta 2 cerca de Escanaba y la ruta M-28 cerca de Marquette. Las rutas 41/M-28, en conjunto, forman una vía expresa de cuatro carriles a lo largo de la "Marquette Bypass", y los segmentos de la autopista en los condados de Delta y Marquette tienen cuatro carriles. La ruta desde el extremo sur al centro de Houghton forma parte del Sistema Nacional de Autopistas, un sistema de carreteras considerado importante para la economía, la defensa y la movilidad de la nación. Las secciones de la línea troncal se encuentran en el circle tour del Lago Superior y del lago Míchigan.

### Río rápido a Menominee
La ruta 41 entra en Míchigan en el puente interestatal que conecta Marinette, Wisconsin, y Menominee, Míchigan. En la ciudad de Menominee, sigue la avenida 10 y la calle 10 justo al oeste del centro de la ciudad. La autopista se encuentra con el extremo sur de la M-35, con el Aeropuerto Menominee-Marinette hacia el oeste y las aguas de la Bahía Verde a menos de 305 metros al este, siguiendo la calle 10 fuera de la ciudad. La línea troncal corre hacia el norte a través de tierras de cultivo en las comunidades del condado de Menominee de Wallace, Stephenson y las comunidades gemelas de Carney y Nadeau. En Powers, la 41 se une a ruta 2; las dos autopistas corren concurrentemente y giran hacia el este, hacia Escanaba. La ruta 2 y 41 se cruzan en la comunidad india de Hannahville en las comunidades de Harris en Menominee County y Bark River en el Condado de Delta. La línea del condado entre las dos comunidades marca el límite entre las zonas horaria Central y Oriental. Justo al oeste del centro de Escanaba, la autopista 2 y 41 se unen a la M-35 en la intersección de Ludington Street y Lincoln Road. La línea troncal entra en Escanaba desde el oeste en Ludington Street, gira hacia el norte en Lincoln Road, y se une a la M-35. La autopista combinada luego corre hacia el norte al lado de Little Bay de Noc usando una carretera dividida de cuatro carriles a la ciudad de Gladstone, donde la M-35 gira al oeste a lo largo de la 4.ª avenida del norte. Continuando en una autopista de cuatro carriles al norte hasta Rapid River al final de Little Bay de Noc. Allí, la ruta 2 gira al este, y la 41 dan vuelta al norte y al interior para cruzar la península superior.

### Río Rápido a Covington

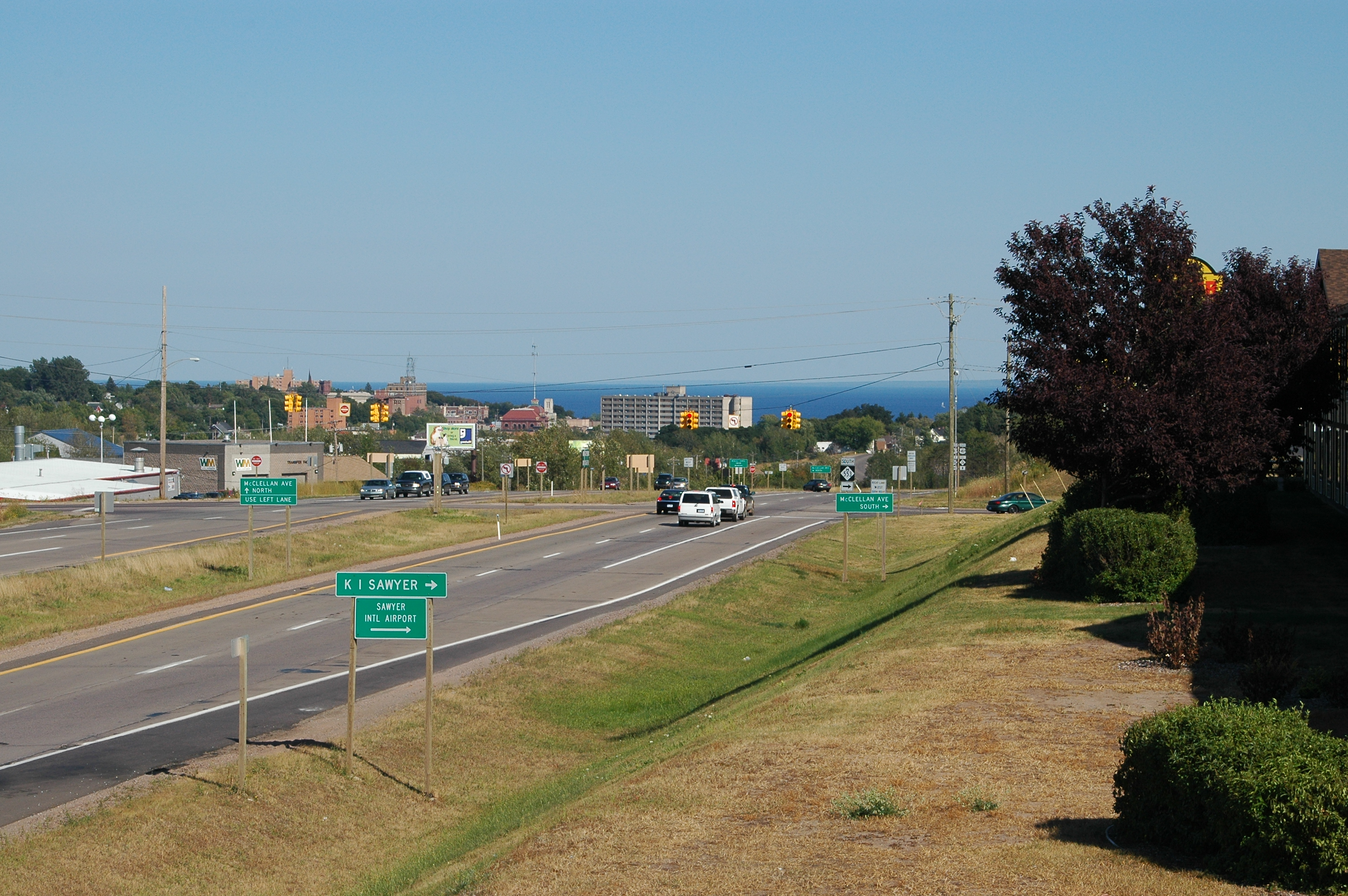
La 41 y M-28 a lo largo de la Marquette Bypass con el Lago Superior en el fondo.

Este tramo de la carretera corre hacia el norte a través del borde occidental del bosque nacional de Hiawatha.

## Lazos comerciales
Ha habido tres circuitos de negocios en la ruta 41: Ishpeming-Negaunee, Marquette y Baraga. Las autopistas 41 y M-28 fueron reubicadas para evitar los centros urbanos de las dos ciudades en 1937.